# Aurelio Camacho Rueda
Aurelio Camacho Rueda (San Gil,25 de mayo de 1912 - Bogotá, 1 de agosto de 1983) fue un abogado y político colombiano.

## Biografía
Nació en San Gil (Santander). Hizo estudios secundarios en el colegio Guanentá de San Gil de 1924 a 1927 y en el Colegio de Boyacá de 1928-1929, año en que obtuvo el grado de bachiller en Filosofía y Letras. Cursó estudios profesionales en la Universidad Externado de Colombia de 1930 a 1934 como Doctor en Derecho y Ciencias Políticas. También fue presidente del Instituto Colombiano de Derecho Tributario entre 1962 y 1965.
Fue Ministro de Fomento (1958-1959) y Ministro de Hacienda y Crédito Público (1961) en el gobierno de Alberto Lleras Camargo, y Ministro del Interior y Justicia (1963-1964) en el gobierno de  Guillermo León Valencia. Posteriormente fue magistrado de la Corte Suprema de Justicia, sala civil (entre 1971-1978) y presidente de la Corte Suprema de Justicia en 1975. Fue miembro de la Corte Electoral entre 1980 y 1983.

## Obras
- Hacienda pública (1965).[9]
- Recursos de casación y revisión en materia civil (1978)